# Poimenesperus callimus
Poimenesperus callimus är en skalbaggsart som beskrevs av Jordan 1903. Poimenesperus callimus ingår i släktet Poimenesperus och familjen långhorningar.
Artens utbredningsområde är Gabon. Inga underarter finns listade i Catalogue of Life.